# Février 1987

## Événements
- Le gouvernement brésilien, pris entre l’endettement à l’extérieur et la dette interne, suspend provisoirement le paiement de la dette extérieure.
- 1er février :
  - Espagne : affrontements à Melilla entre manifestants musulmans et les forces de police[1].
  - élections législatives en Albanie[1].

- 2 février
  - France : grève des instituteurs qui protestent contre la création du statut de maîtres-directeurs[2].
  - Philippines : le projet de nouvelle constitution (Philippine constitutional plebiscite, 1987 (en)) est approuvé par référendum par 76,37 % des votants[1].
  - États-Unis : démission de William Casey, directeur de la CIA[1].

4 février :
- - Suisse : fin des travaux de construction du Grand collisionneur électron-positron (LEP de l'anglais Large Electron Positron Collider) à Genève[1].
  - arrestation de Carlos Lehder, narco-trafiquant germano-colombien, cofondateur du Cartel de Medellin[2].
  - le voilier américain Stars & Stripes 87 barré par Dennis Conner remporte l’édition 1987 de la Coupe de l’America[1].
  - Pologne : dix-sept mineurs sont tués par un coup de grisou dans une mine des environs de Katowice[2].
- 5 février, URSS : envol des cosmonautes russes Iouri Romanenko et Alexander Laveykin à bord de la capsule Soyouz TM-2 vers la station orbitale Mir[1].
- 6 février, Somalie : libération des dix membres de Médecins sans frontières enlevés le 24 janvier[1].
- 9 février :
  - Reprise des négociations frontalières sino-soviétiques.
  - Mexique : manifestation de 200 000 étudiants à Mexico contre les conditions d’admission en université[1].
  - la Tempête tropicale Clotilda touche l’île de La Réunion et fait sept morts[1].
- 10 février, URSS : Mikhaïl Gorbatchev ordonne la libération de 140 prisonniers politiques[1].
- 11 février :
  - France : le gouvernement de Jacques Chirac ajourne la facturation des chèques par les établissements bancaires[1].
  - Entrée en vigueur de la constitution des Philippines[3].
- 14 février :
  - Égypte : Hosni Moubarak dissout le parlement égyptien[1].
  - La princesse de Galles, Lady Diana, le prince Charles et Jacques Chirac baptisent l’Airbus A320 à Toulouse[1].
  - France : mise en place du visa d’entrée sur le territoire français pour les ressortissants de certains pays arabes[1].
- 16 février, Israël : ouverture du procès de John Demjanjuk[1].
- 17 février :
  - Brésil : une collision entre deux trains de banlieue à Sao Paulo fait 70 morts et 300 blessés[1].
  - Irlande : le Fianna Fáil (centre-droit) remporte les élections législatives[1].
- 18 février, France : le projet de référendum sur l’autodétermination en Nouvelle-Calédonie est adopté par le Conseil des ministres[1].
- 19 février, Liban : l'armée syrienne prend le contrôle de Beyrouth-ouest[1].
- 21 février, France : arrestation à Vitry-aux-Loges (Loiret) des membres d’Action directe : Jean-Marc Rouillan, Nathalie Ménigon, Joëlle Aubron et Georges Cipriani[1].
- 22 février
  - athlétisme : le français Bruno Marie-Rose bat le record du monde du 200 mètres en salle à Liévin en 20 s 36.
  - premier vol de l’Airbus A-320 [1].
  - Les pays du « G6 » (le G7, moins l'Italie) signent à Paris les accords du Louvre, destinés à enrayer la baisse du dollar US et à stabiliser les taux de change.
  - L'armée syrienne revient à Beyrouth-ouest qu'elle avait dû quitter en août 1982, afin de mettre fin à la lutte entre factions, à l’appel de musulmans libanais.
- 23 février, France : Le cinquième réseau hertzien national de télévision est attribué à la société constituée par Robert Hersant, Silvio Berlusconi et Jérôme Seydoux. Et le sixième réseau à la Compagnie luxembourgeoise de Télédiffusion associée à la Lyonnaise des Eaux[2].
- 24 février :
  - théâtre : première représentation de Kean, d'Alexandre Dumas, dans une adaptation de Jean-Paul Sartre avec Jean-Paul Belmondo[2].
  - Royaume-Uni : Lancement du London Daily News (en), quotidien du soir, par Robert Maxwell[2].
  - le Japon interdit l’entrée sur son territoire aux personnes malades du Sida[1].
  - France : la ministre de la Santé Michèle Barzach annonce la vente libre en pharmacie des seringues pour une durée d’un an[1].
- 26 février :
  - États-Unis : le président Ronald Reagan reconnaît, dans un discours télévisé, les livraisons d’armes américaines à l’Iran en vue d’obtenir la libération d’otages[1].
  - Royaume-Uni : le synode anglican vote en faveur de l’ordination des femmes[1].
- 28 février :
  - Corse : cinq charges explosives détruisent l’hôtel des impôts de Bastia[1].
  - France : Georges Ibrahim Abdallah est condamné à la réclusion criminelle à perpétuité pour actes de terrorisme.

## Naissances
- 1er février :
  - Heather Morris, actrice, chanteuse et danseuse américaine.
  - Giuseppe Rossi, footballeur italien.
- 2 février : 
  - Gerard Piqué, footballeur espagnol.
  - Vincent Dedienne, humoriste français.
- 3 février : 
  - Sayida Ounissi, femme politique tunisienne
  - Gérémy Crédeville, humoriste, comédien et chroniqueur français.
- 4 février : Lucie Bernardoni, chanteuse française.
- 5 février : Darren Criss, acteur, chanteur, musicien, auteur-compositeur et danseur américain.
- 6 février : Esther Baron, nageuse française.
- 9 février : Krzysztof Rymszewicz, acteur et chanteur polonais.
- 10 février : Jean-Christophe Taumotekava, karatéka français.
- 13 février : Joey van der Velden, acteur néerlandais.
- 16 février : Jon Ossoff, personnalité politique américain.
- 18 février :
  - Haiat Farac, lutteuse égyptienne.
  - Hela Riabi, lutteuse tunisienne.
  - Sung Si-bak, patineur de vitesse sur piste courte sud-coréen.
- 19 février : Anouar Toubali, acteur français.
- 20 février :
  - Guillaume Faivre, footballeur suisse.
  - Marco Simoncelli, pilote moto italien.
- 21 février :
  - Ashley Greene, actrice américaine.
  - Elliot Page, acteur canadien.
- 23 février : 
  - Robert Topala, développeur de jeux vidéo suédois.
  - Kevin Wekker, acteur néerlandais.
- 24 février : Ȼôme, musicien français.
- 26 février : Marco Ramos, basketteur mexicain.
- 28 février : Axel Clerget, un judoka français.

## Décès
- 1er février : Alessandro Blasetti, réalisateur italien (° 3 juillet 1900).
- 10 février : Gilbert De Smet, coureur cycliste belge (° 18 mars 1936).
- 20 février :
  - Edgar P. Jacobs, dessinateur belge, (° 30 mars 1904).
  - Lev Roussov, peintre russe (° 31 janvier 1926).
- 22 février : Andy Warhol, artiste américain (° 1928).
- 27 février : Michel Goffin, coureur cycliste belge (° 26 mars 1961).